# Інуїтська група (астрономія)

Анімація інуїтської групи супутників Сатурна
Ківіок·
Іджирак·
Паліак·
Сіарнак·
Таркек

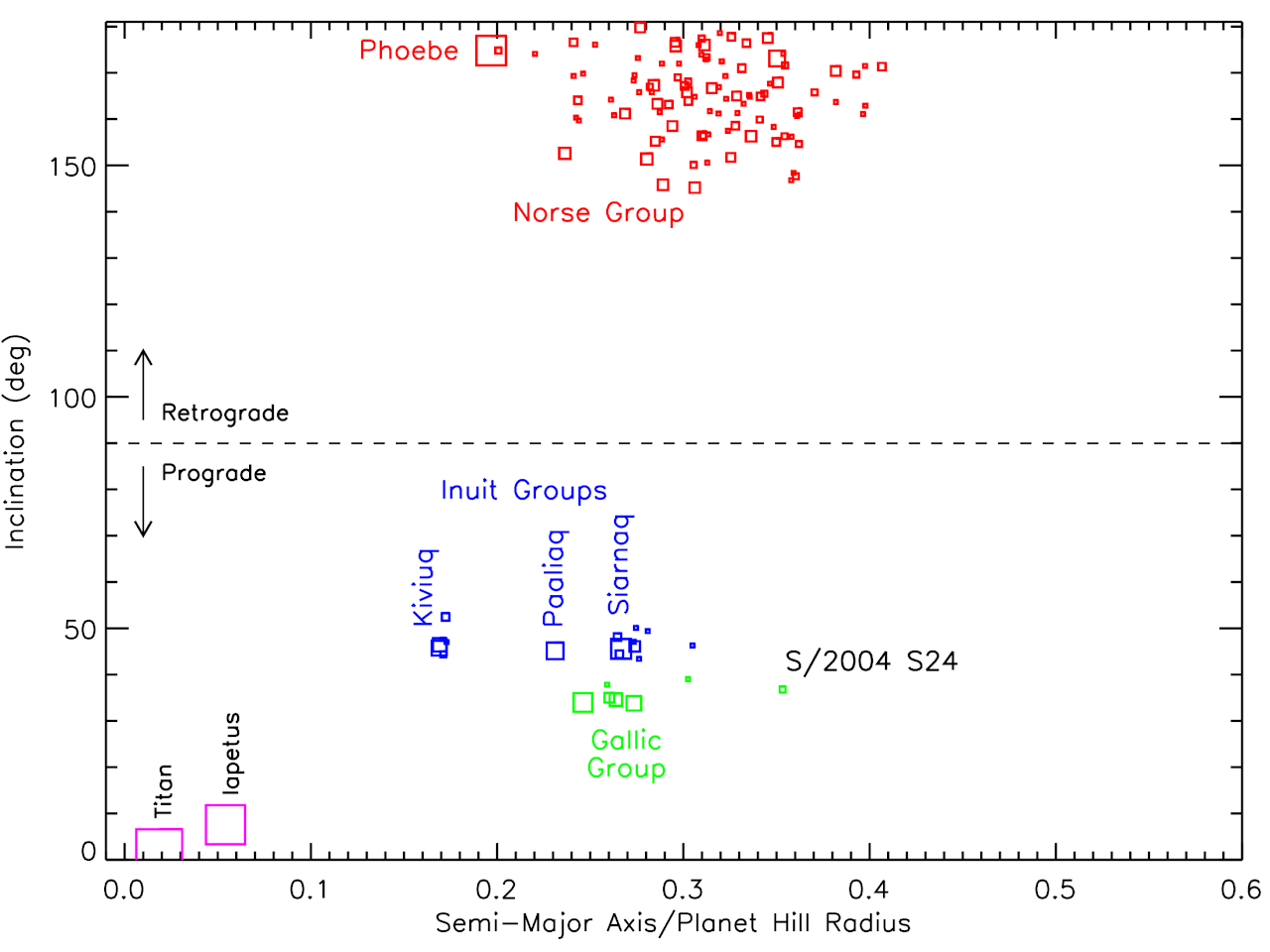
Діаграма, що ілюструє орбіти неправильних супутників Сатурна з позначеннями основних груп і супутників. Нахил і велика напіввісь представлені на осі Y і X відповідно. Супутники з кутом нахилу нижче 90° — попередні, а вище 90° — ретроградні. Вісь X позначається радіусом пагорба Сатурна.

Інуїтська група — динамічне угруповання проградних нерегулярних супутників Сатурна, що рухаються по подібних орбітах. Їх великі напіввісі коливаються від 11 до 19 мільйонів кілометрів, їхні нахили орбіт від 45° до 50°, а ексцентриситети від 0,11 до 0,39. Для одного оберту навколо Сатурна їм в середньому потрібно 2 роки.
Міжнародний астрономічний союз використовує для цих супутників назви, взяті з інуїтської міфології.
У ранніх спостереженнях група виглядала досить однорідною, супутники мали світло-червоний колір (індекси кольору B−V = 0,79 і V−R = 0,51, подібні до показників галльської групи) і схожі інфрачервоні спектри. Однак нещодавні спостереження показали, що Іджирак помітно червоніший за Паліак, Сіарнак і Ківіок. Крім того, на відміну від трьох інших, спектр Іджирака не демонструє слабкого поглинання поблизу 0,7 мкм. Ця особливість пояснюється можливою гідратацією води.
Спектральна однорідність (за винятком Іджирака) узгоджується зі спільним походженням у розпаді одного об'єкта, але дисперсія орбітальних параметрів потребує подальшого пояснення. Нещодавно повідомлені світські резонанси серед членів могли пояснити розпорошення після зіткнень.
Дванадцять відомих членів інуїтської групи (відсортовані за відстанню від Сатурна у відповідних підгрупах):
| Назва       | Діаметр (км) | Період (дні) |
| ----------- | ------------ | ------------ |
| S/2019 S 1  | 6            | 445.51       |
| Ківіок      | 19           | 449.13       |
| S/2005 S 4  | 5            | 450.22       |
| S/2020 S 1  | 4            | 451.10       |
| Іджирак     | 15           | 451.46       |
| Паліак      | 30           | 687.08       |
| S/2004 S 31 | 5            | 866.10       |
| Таркек      | 7            | 884.98       |
| S/2019 S 14 | 4            | 893.14       |
| Сіарнак     | 39.3         | 895.87       |
| S/2020 S 3  | 3            | 907.99       |
| S/2020 S 5  | 3            | 933.88       |